# رنی لیپین
رنِـی لیپین (انگلیسی: Renée Lippin؛ زادهٔ ۲۶ ژوئیهٔ ۱۹۴۶) هنرپیشه اهل ایالات متحده آمریکا است.
از فیلم‌ها یا مجموعه‌های تلویزیونی که وی در آن‌ها نقش داشته است می‌توان به روزگار رادیو، خاطرات استارداست، ستاره مشهور، آن کاری که می‌کنی!، آقای شگفت‌انگیز و فریژر اشاره نمود.